# ابق بجانبي يا دورايمون 2
ابق بجانبي يا دورايمون 2 (باليابانية: STAND BY ME ドラえもん 2) هو فيلم تحريك حاسوبي ياباني مبني على مانغا دورايمون وهو تتمة لفيلم ابق بجانبي يا دورايمون، عرض الفيلم في 20 نوفمبر 2020.

## روابط خارجية
- ابق بجانبي يا دورايمون 2 على موقع IMDb (الإنجليزية)
- ابق بجانبي يا دورايمون 2 على موقع نتفليكس (الإنجليزية)
- ابق بجانبي يا دورايمون 2 على موقع قاعدة بيانات الفيلم (الإنجليزية)
- ابق بجانبي يا دورايمون 2 على موقع ليتربوكسد (الإنجليزية)
- ابق بجانبي يا دورايمون 2 على موقع كينوبويسك (الروسية)
- ابق بجانبي يا دورايمون 2 على موقع ANN anime (الإنجليزية)